# Гафте-Ханак
Гафте-Ханак (перс. هفته خانك) — село в Ірані, у дегестані Хенеджін, у Центральному бахші, шахрестані Коміджан остану Марказі. За даними перепису 2006 року, його населення становило 177 осіб, що проживали у складі 39 сімей.

## Клімат
Середня річна температура становить 11,42 °C, середня максимальна – 31,38 °C, а середня мінімальна – -12,50 °C. Середня річна кількість опадів – 265 мм.
| Клімат поселення                              | Клімат поселення | Клімат поселення | Клімат поселення | Клімат поселення | Клімат поселення | Клімат поселення | Клімат поселення | Клімат поселення | Клімат поселення | Клімат поселення | Клімат поселення | Клімат поселення | Клімат поселення |
| Показник                                      | Січ.             | Лют.             | Бер.             | Квіт.            | Трав.            | Черв.            | Лип.             | Серп.            | Вер.             | Жовт.            | Лист.            | Груд.            |                  |
| Середній максимум, °C                         | 6,14             | 8,64             | 13,88            | 19,40            | 24,04            | 30,54            | 31,38            | 30,35            | 25,83            | 20,02            | 12,97            | 7,10             |                  |
| Середня температура, °C                       | −3,18            | −0,68            | 4,56             | 10,10            | 14,70            | 21,22            | 25,16            | 24,14            | 19,62            | 13,80            | 6,76             | 0,89             |                  |
| Середній мінімум, °C                          | −12,5            | −10              | −4,76            | 0,77             | 5,38             | 11,90            | 18,96            | 17,94            | 13,40            | 7,59             | 0,55             | −5,33            |                  |
| Норма опадів, мм                              | 37               | 35               | 47               | 38               | 33               | 6                | 1                | 1                | 0                | 9                | 23               | 35               |                  |
| Середньомісячна швидкість вітру, м/с          | 1.49             | 1.96             | 2.93             | 3.22             | 2.70             | 2.46             | 2.44             | 2.32             | 2.26             | 2.12             | 1.88             | 1.24             |                  |
| Середньомісячна сонячна радіація, кДж/м²·день | 8992             | 12051            | 14633            | 18032            | 22110            | 26730            | 25973            | 23972            | 20722            | 15256            | 10821            | 8847             |                  |
| --------------------------------------------- | ---------------- | ---------------- | ---------------- | ---------------- | ---------------- | ---------------- | ---------------- | ---------------- | ---------------- | ---------------- | ---------------- | ---------------- | ---------------- |
| Джерело:                                      |                  |                  |                  |                  |                  |                  |                  |                  |                  |                  |                  |                  |                  |